# Paolo Serrao

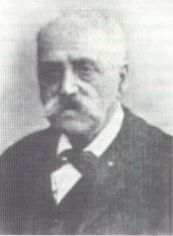
Paolo Serrao

Paolo Serrao (* 11. April 1830 in Filadelfia, Vibo Valentia; † 17. März 1907 in Neapel) war ein italienischer Komponist und Musikpädagoge.
Serrao, der schon als Kind als begabter Pianist auffiel, hatte am Real Collegio di Musica in Neapel Klavierunterricht bei dem Clementi-Schüler Francesco Lanza. Daneben studierte er Kontrapunkt bei Carlo Conti. Sein wichtigster Lehrer wurde Saverio Mercadante, der 1840 die Leitung des Real Collegio übernahm.
Ab 1852 unterrichtete Serrao am Konservatorium Neapel, ab 1863 hatte er den Lehrstuhl für Kontrapunkt und Komposition inne. Ab 1878 war er Direktor des Konservatoriums. Zu seinen Schülern zählten Giuseppe Martucci, Umberto Giordano, Leopoldo Mugnone, Michele Esposito, Francesco Cilea, Franco Alfano, Luigi Denza und Alessandro Longo.
1870 wurde Serrao Direktor des Teatro del Fondo, 1873 Direktor des Teatro di San Carlo, wo er die erste Aufführung von Verdis Oper Aida in Neapel leitete. Neben mehreren Opern komponierte Serrao Orchesterwerke und Kammermusik, Kirchenmusik und zahlreiche Klaviertranskriptionen zeitgenössischer Opern.

## Werke
- L’impostore, Opera semiseria, 1850
- Dianora de’ Bardi, Opera seria, 1853
- Pergolesi, Opera semiseria, UA 1857 im Teatro del Fondo
- La duchessa di Guisa, Melodramma, UA 1865 am Teatro S. Carlo
- Il figliuol prodigo, Melodramma, UA 1868 am Teatro S. Carlo
- Gli Ortonesi in Sciò, Oratorium
- Messa a quattro voci ed orchestra (dedicata a Francisco Florimo)
- Le Tre Ore di Agonia
- Messa da Requiem für Soli, Chor und Orchester, Mercadante gewidmet
- Sinfonia für großes Orchester
- Sinfonia funebre
- Elegia per violino (o cello) e piano

| Personendaten    | Personendaten                             |
| ---------------- | ----------------------------------------- |
| NAME             | Serrao, Paolo                             |
| KURZBESCHREIBUNG | italienischer Komponist und Musikpädagoge |
| GEBURTSDATUM     | 11. April 1830                            |
| GEBURTSORT       | Filadelfia, Vibo Valentia                 |
| STERBEDATUM      | 17. März 1907                             |
| STERBEORT        | Neapel                                    |